# Bayou Cane
Bayou Cane é uma Região censo-designada localizada no estado americano de Luisiana, na Paróquia de Terrebonne.

## Demografia
Segundo o censo americano de 2000, a sua população era de 17.046 habitantes.

## Geografia
De acordo com o United States Census Bureau tem uma área de 
19,8 km², dos quais 19,8 km² cobertos por terra e 0,0 km² cobertos por água.

## Localidades na vizinhança
O diagrama seguinte representa as localidades num raio de 20 km ao redor de Bayou Cane. 